# Ye haizi
Yě háizi (Chinesisch: 野孩子, wörtlich „wilde Kinder“ oder „Wolfskinder“; Englisch: Wild Children) sind eine Musikgruppe aus China.

## Geschichte
Yě háizi gehen auf einen Zusammenschluss von Xiǎo Suǒ 小索 (Gesang, Gitarre) und Zhāng Quán 张佺 (Gesang, Gitarre, Mundharmonika) im Jahr 1995 in Hangzhou zurück. Die beiden stammen aus Lanzhou in der nordwestchinesischen Provinz Gansu. Anfang 1997 stießen Zhāng Jiàn 张健 (Mundharmonika), Yuè Hàokūn 岳浩昆 (E-Bass) und Yú Wěimín 于伟民 (Schlagzeug) dazu und Ye haizi traten erstmals in Peking auf. Im selben Jahr trat Zhōu Guóbīn 周国彬 aus Sichuan der Band bei, verließ sie jedoch bald wieder. Eine Zeit lang traten Zhāng Quán und Xiǎo Suǒ nur zu zweit in Peking auf, etwas später mit Yè Hóngmíng 叶鸿明 (Schlagzeug). Im Juni 1998 kam Gāo Huī 高辉 (Schlagzeug) dazu.
Anfang 1999 nahmen Yě háizi das Demoalbum Zhòuyǔ 《咒语》 auf und im November 1999 traten sie beim Kulturfestival „Beijing in London“ am Institute of Contemporary Arts in London auf. Kurze Zeit später verließ Gāo Huī die Gruppe.
Im Juni 2000 traten Yě háizi anlässlich eines Festivals französischer Musik an der Französischen Schule in Peking mit Lǐ Zhèngkǎi 李正凯 (Bass) und Hé Dōngzǐ 和冬子 sowie erneut mit Zhōu Guóbīn zusammen auf. Im Juli traten Zhāng Wěi 张玮 (Akkordeon), Chén Zhìpéng 陈志鹏 (Trommel) und Lǐ Zhèngkǎi der Gruppe bei. Am 24. August entstand im Club Cángkù 藏酷 („Loft“) in Peking die erste Live-CD der Band.
Im Jahr 2001 gründeten Ye haizi in Peking die Bar Hé 河 („Fluss“), wo sie wöchentlich auftraten. Am 18. Mai nahmen sie an einer Veranstaltung an der Universität Peking teil.
Im Mai 2002 nahmen Ye haizi am MIDI-Musikfestival in Peking teil. Im Juni erschien die CD Zhòuyǔ. Im August 2002 nahm die Gruppe an einem Musikfestival in Lijiang (Yunnan) teil. Im November entstand bei einem Konzert im Club Ark in Shanghai eine weitere Live-CD.

## Musik
Ye haizi verarbeiten Elemente der Volksmusik aus Nordwestchina und verwenden u. a. Dombra, Maultrommel und andere traditionelle Musikinstrumente.

## Alben
- Ark Shànghǎi xiànchǎng 《Ark上海现场》 (Januar 2002)
- Zhòuyǔ 《咒语》 (Dezember 2000)
- In the loft (August 2000)
- Huáng Hé yáo 《黄河谣》
- Gǎnjuébùdào nǐ 《感觉不到你》 (Dezember 2004)